# Niflheim
În mitologia nordică, Niflheim sau "Țara Negurii" este unul din cele 9 tărâmuri ale universului (Yggdrasil), este un ținut al gheții, al frigului, aflat la nord de spațiul gol Ginnungagap. Uneori este chiar un tărâm al morții, guvernat de Hel și se confundă cu Helheim-ul.
Acest articol referitor la mitologia nordică  este deocamdată un ciot. Puteți ajuta Wikipedia prin completarea lui!